# Vertaler
Een vertaler of vertaalster is iemand die geschreven teksten vertaalt, vooral als dit beroepsmatig gebeurt en meestal uit een vreemde taal naar de moedertaal van de vertaler. De meeste vertalers specialiseren zich in een bepaald tekstdomein.

## Opleiding
De opleiding vertaler is een universitaire of hogeschoolopleiding op masterniveau. Een vertaalstudent heeft voor zijn specialisatie vertalen al een bijbehorende bacheloropleiding toegepaste taalkunde gevolgd. In de opleiding vertalen leert de student niet alleen teksten vertalen, maar ook op een goede manier om te gaan met terminologie en met verschillende CAT-programma's (computer-assisted translation). Tegenwoordig komt ook lokalisatie steeds vaker aan bod. Een lokalisator past onder meer softwareprogramma's, websites en videogames aan voor de buitenlandse markt.
In België en Nederland bestaan verschillende vertalersopleidingen (onderdeel van toegepaste taalkunde):
- België: Gent (Vakgroep Vertalen, Tolken en Communicatie),[2], Antwerpen: Universiteit Antwerpen [3] en Katholieke Universiteit Leuven (Campus Sint-Jacob) [4], Brussel: Vrije Universiteit Brussel [5], ULB (ISTI),[6] Bergen (FTI-EII),[7] Luik[8] en Louvain-la-Neuve.[9]
- Nederland: Utrecht,[10][11] Amsterdam,[12][13] Maastricht.[14]

## Vertaaltechnieken
Door de eeuwen heen hebben vertalers verschillende technieken toegepast om een tekst op een - naar hun mening - juiste manier naar hun moedertaal om te zetten. Voordat de vertaalwetenschap in het midden van de 20ste eeuw een echte wetenschapstak werd, bestonden er al verschillende ideeën over juiste vertaalmethodes. De klassieke tweedeling hierbij is de tegenstelling tussen 'letterlijk' en 'vrij vertalen'. Een vrij recente techniek binnen de vertaalwetenschap is de 'machinevertaling'.

### Letterlijk en vrij vertalen
Bij 'letterlijk vertalen' zet de vertaler de tekst woordelijk om uit de vreemde taal in zijn moedertaal. Letterlijk vertalen kwam vooral in de Oudheid voor. Cicero pleitte voor de letterlijke vertaling om het retorische effect van de brontekst te behouden. De Bijbelvertaler Sint-Hiëronymus uit de vierde eeuw pleitte voor vrijer vertalen, maar maakte een uitzondering voor de Bijbel.  Met een letterlijke vertaling probeerde hij de oorspronkelijke tekst in de vertaling zo intact mogelijk te houden. Op die gedachte uitte de reformator en Bijbelvertaler Maarten Luther enkele eeuwen later kritiek: hij vond dat het gewone volk de Bijbelvertaling moest kunnen begrijpen. Tegenwoordig komt letterlijk vertalen bijna niet meer voor.
Het is bijna onmogelijk om als vertaler een tekst letterlijk te vertalen en tegelijk een vlotte tekst in de doeltaal schrijven. Veel talen hebben namelijk een andere woordvolgorde en andere manieren om een tekst syntactisch rijk te maken. Een voorbeeld van letterlijk vertalen:
- De Franse zin M'acclimatisant au soleil brulant, je l'ai vu passer zou letterlijk vertaald kunnen worden als: Mezelf acclimatiserend aan de brandende zon, ik hem heb gezien passeren. Die vertaling is zeer krom en in correct Nederlands zou dat moeten worden: Terwijl ik me acclimatiseerde aan de brandende zon, zag ik hem voorbijkomen.

In tegenstelling tot het letterlijk vertalen staat bij het 'vrij vertalen' niet de brontekst, maar de doeltekst centraal. Vrij vertalen is vergelijkbaar met een lied in een vreemde taal coveren in de doeltaal. De melodie en het doel van de tekst zullen weliswaar nog steeds dezelfde zijn, maar de tekst zelf zal grotendeels afwijken van de zinsbouw en woordkeuze van de oorspronkelijke tekst.

### Machinevertaling
Sinds de jaren 90 is ook de 'machinevertaling' aan een opmars bezig. Vertalers werken steeds vaker met vertaalprogramma's zoals SDL Trados en MemoQ, zogenaamde CAT-programma's ('Computer-assisted Translation' of Computerondersteund vertalen). Zulke programma's werken met een vertaalgeheugen, waarin alle bronsegmenten en -zinnen met hun vertaling automatisch opgeslagen worden. Op basis daarvan gaat het CAT-programma vertalingen voor nieuwe bronsegmenten voorstellen.
Machinevertalingen zijn nog verre van perfect. Een vertaler kan daarom twee technieken toepassen om de kwaliteit van de machinevertaling te verbeteren: 'pre-editen' en 'post-editen'. Bij 'pre-editen' past een vertaler de brontekst aan zodat alle grote vertaalmoeilijkheden voor een vertaalprogramma weggewerkt worden. Tot die moeilijkheden behoren onder andere dubbelzinnigheid. Zo kan een woord als bank verschillende betekenissen hebben. Bij post-editen gaat een tekst eerst door de vertaalmachine en een menselijke vertaler corrigeert daarna de tekst.
Vandaag worden machinevertalingen steeds beter, maar in de beginjaren waren ze zeer primitief, wat uit de volgende anekdote blijkt. Wetenschappers zouden in de jaren 60 met een van de eerste vertaalprogramma's geprobeerd hebben om de Engelse zin The spirit is willing, but the flesh is weak (een Bijbelcitaat) naar het Russisch te vertalen en daarna weer naar het Engels. Het resultaat was The vodka is good but the meat is rotten. De anekdote wordt tegenwoordig wel als een mythe beschouwd.

## Vertaalspecialisaties
Net zoals binnen het vakdomein van de tolk zijn er binnen het vertalerslandschap verschillende specialisaties.

### Beëdigd vertaler
Een beëdigd vertaler, ook wel 'gerechtsvertaler' genoemd, vertaalt gerechtelijke documenten, verdragen, patenten, diploma's, enz. In Nederland moeten vertalers die voor de rechtbank willen werken, zich verplicht laten opnemen in het Rbtv (Register beëdigde tolken en vertalers). In België bestaat er anno 2016 geen dergelijk register.

### Literair vertaler
De literair vertaler of 'boekvertaler' specialiseert zich in het vertalen van literatuur (proza en poëzie). Een literair vertaler moet vooral bij poëzievertaling rekening houden met stijlfiguren en rijm in de tekst.

### Lokalisator
De lokalisator is een vrij nieuwe specialisatie. De lokalisator vertaalt niet alleen de tekst van een reclamefolder of videogame, maar past ook kleuren en vormgeving aan de doelcultuur aan.

### Ondertitelaar
Een ondertitelaar is een vertaler die een film of televisieprogramma van ondertitels voorziet. Hij zorgt er ook voor dat de ondertitels op het juiste moment op het scherm verschijnen. Een ondertitelaar ondertitelt tegenwoordig niet alleen anderstalige films en televisieprogramma's, maar ook Nederlandstalige informatieprogramma's en series. Dat gebeurt vooral om doven en slechthorenden de kans te geven om het programma te volgen of als de taalvariant van de acteurs voor een groot publiek niet verstaanbaar zou zijn.

### Sociaal vertaler
Een sociaal vertaler vertaalt informatieve en officiële documenten voor mensen die het Nederlands niet voldoende beheersen. De specialisatie lijkt op die van de beëdigd vertaler, maar een sociaal vertaler maakt geen vertalingen voor de politie of de rechtbank.

## Bekende vertalers
- Hiëronymus van Stridon (347-420): maakte de officiële Latijnse vertaling van het Hebreeuwse Oude Testament en het Griekse Nieuwe Testament.
- Auguste Clavareau (1787-1864): een Franstalige Nederlander die een aantal Nederlandse, Duitse en Engelse werken in het Frans vertaalde.
- John Maxwell Coetzee (1940): Zuid-Afrikaans vertaler, auteur en Nobelprijswinnaar

## Vertaalbureaus
Wereldwijd heeft de markt van het vertalen een omzet van 43 miljard US dollar per jaar en dat cijfer groeit elk jaar met bijna 6%, voornamelijk onder invloed van het internetgebruik. Er zijn 18.000 vertaalbureaus met 480.000 vertalers in vast dienst. Daarnaast groeit het aantal freelance vertalers en tolken elke dag.
- TransPerfect Translations, wereldwijd vertaalbedrijf, gespecialiseerd in medische, financiële en juridische teksten.